# 1516 Henry
Henry (asteróide 1516) é um asteróide da cintura principal com um diâmetro de 19,92 quilómetros, a 2,1247497 UA. Possui uma excentricidade de 0,1892167 e um período orbital de 1 549,5 dias (4,24 anos).
Henry tem uma velocidade orbital média de 18,39887441 km/s e uma inclinação de 8,7337º.
Esse asteróide foi descoberto em 28 de Janeiro de 1938 por André Patry.